# Montz, Louisiana
Montz, Louisiana (енгл. Montz) насељено је место без административног статуса у америчкој савезној држави Луизијана.

## Демографија
По попису из 2010. године број становника је 1.918, што је 798 (71,3%) становника више него 2000. године.
| Група             | 2000.       | 2010.         |
| Белци             | 896 (80,0%) | 1.511 (78,8%) |
| Афроамериканци    | 199 (17,8%) | 312 (16,3%)   |
| Азијати           | 5 (0,4%)    | 11 (0,6%)     |
| Хиспаноамериканци | 11 (1,0%)   | 74 (3,9%)     |
| Укупно            | 1.120       | 1.918         |